# ما خواستار صلح هستیم!
"ما خواستار صلح هستیم!" (روسی: Требуем мира! یک مجسمه چند پیکره است که در مسکو، در پارک " موزئون " قرار دارد. این اثر در سال ۱۹۵۰ در واکنش به وقوع جنگ کره، توسط مجسمه‌ساز ورا موخینا به همراه اس وی کازاکوف، و ای ام سرگئیف ساخته شد.

## تاریخچه
ورا موخینا در سال ۱۹۵۰، پس از اطلاع از جنگ کره، تصمیم به ساخت مجسمه «ما خواهان صلح هستیم!» گرفت. به همراه او، تیم خلاق روی این بنای یادبود کار کردند: نینا زلنسکایا، زینیدا ایوانوا، سرگئی کوزاکوف و الکساندر سرگیف. ورا موخینا اثر خود را «مجسمه‌سازی تحریک‌آمیز» نامید. این اثر به‌طور ویژه با روش گالوانو از فلز سبک ساخته شده بود تا حمل و نقل آن به کنفرانس‌های مختلف بین‌المللی اختصاص داده شده به جهان تسهیل شود. در سال ۱۹۵۱، برای آهنگسازی «ما خواهان صلح هستیم!» به گروه مجسمه‌سازان جایزه استالین درجه دو اهدا شد.
دو نسخه مشابه از این بنای یادبود ساخته شد. یکی از آنها در مسکو باقی ماند و در VDNH نزدیک خیابان میرا نصب شد و دومی به پیونگ یانگ فرستاده شد. بنای یادبود مسکو تا سال ۱۹۹۴ در VDNKh قرار داشت و پس از آن «موزون» به آنجا منتقل شد. مجسمه به شکل ناقص در آنجا قرار داشت: فقط سه نفر از شش چهره به تصویر کشیده شده بودند، بقیه در انبارهای موزه نگهداری می‌شدند. در آغاز دهه ۲۰۱۰، این بنای یادبود در وضعیت بدی قرار داشت و تعدادی قطعه از آن باقی مانده بود. در سال‌های ۲۰۱۲–۲۰۱۳، مرمت مجسمه انجام شد و قطعات گمشده مطابق با اصل گچی که در موزه روسیه نگهداری می‌شود، مرمت شدند.

## توضیحات
ترکیب مجسمه‌سازی «صلح را مطالبه کنید» شامل شش پیکر است که در یک جهت حرکت می‌کنند. سه پیکر در وسط - یک مرد سیاه‌پوست، یک چینی و یک روسی - با دستان گره کرده در پشت پرچم‌های شکست‌خورده ارتش آلمان حرکت می‌کنند. آنها نماد ملت‌هایی هستند که برای صلح تلاش می‌کنند. در سمت چپ، یک معلول نابینای جنگ با لباس سرباز اروپایی مندرس، و در سمت راست - یک مادر کره‌ای که فرزند مرده‌ای را بزرگ می‌کند، قرار دارد. این پیکره‌ها یادآور قربانیان جنگ هستند. در مقابل همه، یک زن جوان زیبا با فرزندی دیده می‌شود. از دستان دراز شده او کبوتری پرواز می‌کند - نمادی از صلح. ظاهراً این پیکره، آینده‌ای روشن و صلح‌آمیز را نشان می‌دهد که بشریت آرزوی آن را دارد.
منتقدان، اصلی‌ترین ایراد ترکیب مجسمه‌سازی را ناهماهنگی آن می‌دانستند، زیرا شبیه یک کل واحد نیست. منتقد هنری، اس.اس. والریوس، نیز به ابهام در تفسیر اثر، به‌ویژه پیکره زنی با کبوتر، اشاره کرد.
از میان شش چهره، ورا موخینا خودش تنها یکی را به‌طور کامل اجرا کرد - یک زن کره‌ای با فرزندی مرده. ثروت و قدرت پلاستیکی او، این مجسمه را به وضوح از کل ترکیب متمایز می‌کند. برای پایه‌گذاری آن، طرحی از «مادر با فرزندی مرده» گرفته شده است که توسط ورا موخینا در سال ۱۹۴۱ تحت تأثیر روزهای اول جنگ بزرگ میهنی ساخته شده است. مجسمه‌ساز در مورد قهرمان خود چنین گفته است: «او به پارتیزان‌ها خواهد رفت - هیچ جای بحثی برای التماس و التماس وجود ندارد.»